# Посёлок Митинского завода
Посёлок Митинского завода (в документах также упоминается как посёлок опытно-экспериментального Митинского завода № 31) — бывший рабочий посёлок, вошедший в состав Тушинского района Москвы в 1985 году. После административно-территориальной реформы 1991 года стал частью района Митино. В 90-х годах посёлок сначала потерял административный статус, оказавшись в подчинении Митина, а затем в ходе массового жилищного строительства практически полностью был снесен.

## История
Возникновение посёлка связано с градообразующим предприятием, которое в настоящее время называется компания «Мир». В 1954 году на базе ремонтных мастерских, находивхишся в подмосковной деревне Митино, был создан опытно-экспериментальный завод Министерства автомобильного транспорта РСФСР. В 1971 году он был переименован в опытно-эксперимениальный завод № 31 «Автоспецоборудование», а в 1988 году, с появлением в СССР кооперации, — «Мир».
Посёлок находился вдоль старой трассы Пятницкого шоссе. Жилой фонд в основном был представлен трёх- и пятиэтажными многоквартирными домами.
Согласно указу Президиума Верховного совета РСФСР от 19 марта 1984 года посёлок Митинского завода был передан из ведения Красногорского района Московской области в административное подчинение Москвы. Спустя год посёлок вошёл в состав Тушинского района Москвы, а в 1991 года после проведения административно-территориальной реформы стал частью района Митино.
С момента образования и до момента передачи посёлка Москве численность его населения росла, достигнув 2,4 тыс. человек в 1984 году.
Решение о сносе посёлка принято в начале 90-х годов и было обусловлено необходимостью увеличения территории под строительство в новом спальном районе, а также ветхостью жилого фонда. В течение следующих нескольких лет большинство зданий посёлка (за исключением двух жилых домов) были снесены, а на их месте построены новые многоквартирные дома.